# Exochaenium gentilii
Exochaenium gentilii är en gentianaväxtart som beskrevs av De Wild.. Exochaenium gentilii ingår i släktet Exochaenium och familjen gentianaväxter. Inga underarter finns listade i Catalogue of Life.